# Пионирски град
Пионирски град представља спортско-рекреативни центар, који се налази у Београду, на Кошутњаку. Још од 19. века представља једну од омиљених локација за одмор, опоравак и забаву школараца, док је у време Југославије добио име, по коме је и данас препознатљив. У Пионирском граду организовали су се многи догађаји, чија је основна намена била рекреација и забава за децу, на свежем ваздуху и у природи. У социјалистичком периоду, овде су се организовала и летовања и зимовања за пионире, као и друге манифестације, које су се одржавале током целе године. Данас се на овом месту налази СРЦ Пионирски град који, иако модернизован, има исту намену.

## Историјат
Још у 19. веку на падинама Кошутњака је постојао санаторијум за децу у који су долазили ради опоравка и побољшања њиховог општег здравља. Овај санаторијум се од 1903. године звао Летњиковац за слабуњаву децу и био је намењен деци из сиромашнијих породица, која су била слабијег здравља. У то време далеко од града, са густом шумом пружао је идеалне услове за опоравак и освежење организма. Баш из тих разлога многи имућнији људи градили су у подножју Кошутњака своје летњиковце.
Због Балканских ратова и Првог светског рата рад летњиковца је на извесно време обустављен, али се одмах по окончању рата 1919. године у павиљоне на Кошутњаку усељава Даринка Грујић Радовић. Она је помагала српској ратној сирочади током и после рата, међу којима је остала позната и као Мама Грујић. Зграде је за своје потребе користила и војска, која се исељава до пролећа 1920. године, а године 1932. подмладак Црвеног крста преузима Летњиковац. 
На месту где се данас налази СРЦ Пионирски град, за време Другог светског рата био је смештен немачки војни штаб за југоисточну Европу. Након рата, 1947. године, изграђен је добровољним радом омладинских радних бригада Пионирски град на малом простору (8, 40 ха), дуго се наметало питање његовог проширења, што је и остварено 1961. године на 18, 70 ха. Већ крајем 1962. године проширен је на 40, 00 ха.

## Пионирски град у Југославији
Пионирски град представљао је ваншколску специјализовану васпитно-забавну установу, која је организовала васпитне и рекреативне активности основно-школског узраста. Васпитно-забавна делатност заснивала се на принципима југословенског социјалистичког патриотизма и тековинама научног проучавања проблема разоноде, стваралаштва, одмора и рекреације пионира. Та делатност остваривала се на следећи начин:
- Шестодневним боравцима одељења основних школа
- Петнаестодневним летњим и десетодневним зимским боравцима за време школског распуста
- Дневним излетима школа
- Појединачним посетама пионира
- Масовним пионирским манифестацијама
- Такмичењима, приредбама, прославама празника, дана школе и др.
- Организује, развија и негује код пионира викенде и мали туризам
- Организује излете и сусрете са другим пионирским одредима
- Развија рад „Путујуће читаонице”

Сви поменути, као и неки други облици рада у Пионирском граду, остваривали су се на основу општих и посебних планова рада. 

### Основни задаци Пионирског града
- Васпитавање пионира у духу југословенског социјалистичког патриотизма
- васпитање пионира за колективни живот, неговање другарства
- припремање пионира за стваралачки друштвени живот
- организовање слободног времена и систематске забаве, разоноде и одмора пионира
- неговање, развијање и подстицање пионирске самоуправе
- сарађивање са осталим васпитним установама сличног карактера
- организовање и помагање истраживачког рада у области слободног времена, забава, разоноде и одмора основношколске деце

Основне педагошке делатности у Пионирском граду концентрисане су у следећим центрима:
- Центар за физичко и здравствено васпитање
- Центар за техничко образовање
- Центар за културни и забавни живот
- Центар за проучавање природе

### Објекти у Пионирском граду
- Девет стамбених павиљона
- Свечана сала
- Стаклена сала
- Пионирски клуб
- Трпезарија
- Разгласна станица
- Игротека
- Стаклена башта и пољска учионица
- Зоокутак
- Спортски објекти
- Историјско насеље
- Фото кабинет и кабинет мотористике
- Природњачки музеј
- Тајна соба
- Саобраћајнице
- Управна зграда
- Штампарија
- Возни парк
- Радионице
- Магацини
- Купатила
- Летња позорница

## Спортско-рекреативни центар Пионирски град
Иако је данас са свих страна опасан новим насељима и више није на периферији града још увек важи за једно од најнезагађенијих локација Београда са епитетом „ваздушне бање”.
Данас СРЦ Пионирски град за реализацију програма има:
- Амфитеатар салу – капацитет 400 места за реализацију: позоришних представа, филмских пројекција, академија, семинара, предавања, промоција, разних свечаности.
- Ресторан
- Дискотеку
- Клуб
- Компјутерски кабинет
- Спортска сала
- Отворене терене – три за мали фудбал – рукомет, два терена за кошарку, један за одбојку, атлетску стазу.
- Балон – за мали фудбал
- Сквошленд – са три сале за сквош.
- Забавна зона – у делу зоне парковског простора на површини формирана је забавна зона са клацкалицама, љуљашкама, пењалицама, централним дворцем са препрекама за пењање, провлачење, тобоганима, намењено слободним активностима деце.

## Литертура
- Летњиковац за слабуњаву децу у Кошутњаку, Друштво за чување народнога здравља, Београд, 1904.
- Летовање пионира, Педагошко веће Пионирског града, Београд, 1965.